# NGC 6900
NGC 6900 (również PGC 64530) – galaktyka spiralna (Sb), znajdująca się w gwiazdozbiorze Orła. Odkrył ją Albert Marth 1 października 1863 roku.